# ハドソン (ニューハンプシャー州)
ハドソン （英: Hudson）は、アメリカ合衆国ニューハンプシャー州のヒルズボロ郡にある町。人口は2万5394人（2020年）。町の中心はハドソン国勢調査指定地域であり、ニューハンプシャー州道102号線、同111号線、同3号線代替路の交差点付近に位置している。州内の主要都市ナシュアはメリマック川を挟んで対岸にある。

## 歴史
ハドソンはダンスタブル払下げ地の一部として始まった。この地には現在のナシュア市やマサチューセッツ州ダンスタブル、ペパレルの各町、およびその他州境近くの町の一部も含んでいた。1732年、メリマック川より東にあるダンスタブルの全てが、マサチューセッツのノッティンガム町となった。その9年後、マサチューセッツの北側境界が最終決着を見て、ノッティンガムのニューハンプシャーに入っている部分は、北東にあるノッティンガムとの混同を避けるためにノッティンガムウェストとなった。
1830年、ノッティンガムとなってからほぼ1世紀経った後に、古いノッティンガム町との混同を避けるために町の名が「ハドソン」と改名された。この名前は、メリマック川がかつてハドソン川の支流と考えられていたこと、あるいはこの地域がヘンリー・ハドソンによって探検されたという昔の考えから出てきている。どちらの説も作り話であるが、その名前だけは現在まで残った。
ハドソンの歴史で著名な一家はアルフレッドとバージニアのヒルズ家であり、ハドソン・ビレッジの北に広大な土地を所有していた。ヒルズ博士の先祖はハドソンの最初の開拓者だった。デリー道路沿いにあるヒルズ邸（現在アメリカ合衆国国家歴史登録財に指定）は、ヒルズ家の当初の休暇用家であり、現在町の歴史協会がある。その敷地では、毎年「オールド・ホーム・デイズ」の祭り、「収穫祭」さらにアルバーン高校音楽部の資金集めである「ブロンコ・ベリー・バスティン・チリ・フィエスタ」を開催している。やはりアメリカ合衆国国家歴史登録財に指定されるヒルズ記念図書館は、州内でも最古クラスの貸し出しと書簡であり、図書館通り沿いの石とモルタル造りの建物である。アルバーン高校とアルバーン礼拝堂は、ヒルズ邸とはデリー道路の向かい、一家の土地にあり、町に寄付された。アルバーンとはアルフレッドとバージニアを合わせて短縮した造語である。ヒルズ家の息子がフットボールの試合中に死んだという妙な噂が長年流布されたが、ヒルズ夫妻には娘が2人しかおらず、しかも成人しなかったので、これは作り話である。アルバーン高校は、州内でも最大級の高校だったが、この話に敬意を払って、長い間フットボールのチームを持たなかった。そのような規定が高校認可の条件とされたとも考えられていた。その条件が記録にも残っていないことが明らかにされたとき、財政的圧力でフットボールチームを結成することになった。1994年秋、アルバーン高校が初めてフットボールチームを作り、代表チームが1996年に試合を始めた。アルバーン高校には地域でも最大級の農業と職業訓練の学科であるウィルバー・H・パーマー農業・職業訓練学校がある。この学校では生徒が運営する事業として、銀行、レストラン、店舗、デイケア、酪農、林業のプログラムもある。

## 地理
ハドソンはヒルズボロ郡の南東部にあり、南側境界はマサチューセッツ州との州境である。アメリカ合衆国国勢調査局に拠れば、町域全面積は29.3平方マイル (75.8 km2)であり、このうち陸地28.3平方マイル (73.3 km2)、水域は0.93平方マイル (2.4 km2)で水域率は3.19% である。町の中心部、国勢調査指定地域となっている所の全面積は3.2平方マイル (8.3 km2)であり、このうち陸地3.1平方マイル (7.9 km2)、水域は0.15平方マイル (0.4 km2)で水域率は5.11% である。
町内最高地点は標高157 mのブッシュヒルであり、町の東側境界に近い。町はメリマック川流域に全体が入っている。

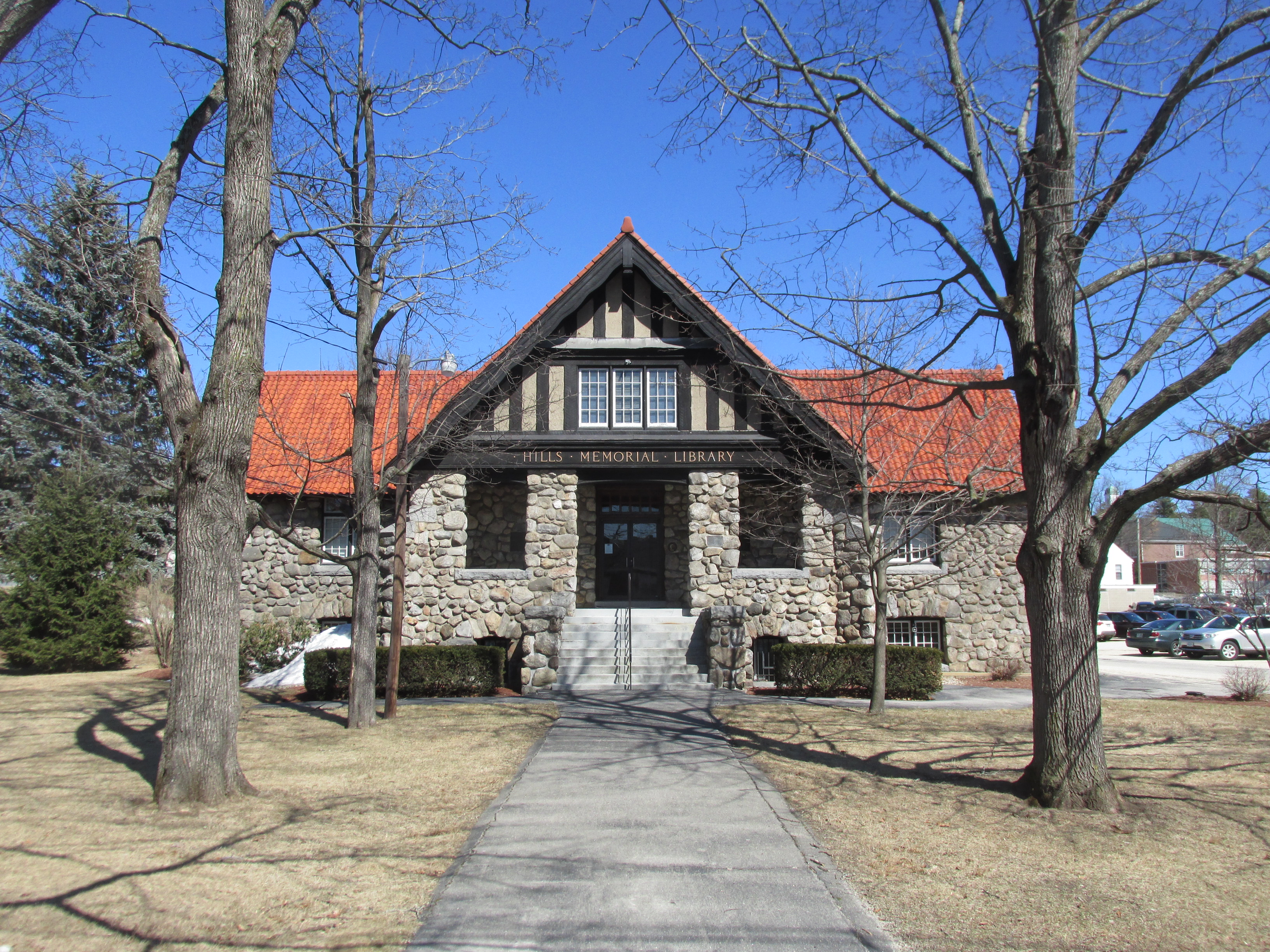
ヒルズ記念図書館

町には2つの歴史中心がある。ただし現代の開発と郊外へのスプロール現象によってその違いは曖昧になっている。「ハドソン・ビレッジ」はほぼ国勢調査指定地域のハドソンと一致しており、メリマック川沿い、ニューハンプシャー州道34号線、同111号線、同102号線の交差点に近く、昔からの学校、図書館、町役場がある。町役場、ヒルズ記念図書館、キンボール・ウェブスター学校（現在は監督官事務所）がこのハドソン・ビレッジにある。デリー道路、フェリー道路、図書館通りの交差点にあるタウン・コモンは、大きなおもちゃの兵隊を展示し、クリスマスの時には飾りつけがある公園である。
「ハドソン・センター」が昔からハドソン町のもう一つの中心であり、セントラル通り（ニューハンプシャー州道111号線）、グリーリー通り、キンボール・ヒル道路、ウィンダム道路の五差路にある。ハドソン・センターの重要な目印2つが歴史の中で失われた。動物園かつアミューズメントパークであるベンソンの野生動物農園は1980年代後半に、資金不足のために閉鎖された。かつてはここを通る鉄道があり、ボストン地域からベンソンに旅客を運んでいた。グリーリー通り近くには1970年代まで鉄道駅が残っていた。ベンソンの野生動物農園の敷地は町が買収し、現在は受動的レクリエーションのための公園である。もう1つの目印はトンプソンのマーケットであり、2002年にトンプソンがその店を売却してフロリダ州に引退することを決めて、閉鎖された。建物は今も残っているが、セブン-イレブンのコンビニエンスストアとして改装され、再開された。昔のトンプソンのマーケットはキンボール・ヒル道路沿いの小さな建物であり、現在は人気あるサンドイッチ店になった。ハドソン・センターにある人気ある公園のグリーリー・フィールドは、遊技場、リトルリーグの野球場、バスケットボール・コートがあり、寄せ集めの試合が多く行われている。キンボール・ヒル道路沿いにアメリカ独立戦争時代の墓地と古い校舎が近くにある。

## 人口動態
以下は2010年の国勢調査による人口統計データである。
| 基礎データ - 人口: 24,467 人 - 世帯数: 8,900 世帯 - 家族数: 6,683 家族 - 人口密度: 333.6人/km2（864 人/mi2） - 住居数: 9,212 軒 - 住居密度: 125.7軒/km2（325.5 軒/mi2） 人種別人口構成 - 白人: 93.0% - アフリカン・アメリカン: 1.4% - ネイティブ・アメリカン: 0.1% - アジア人: 3.0% - 太平洋諸島系: 0.02% - その他の人種: 0.9% - 混血: 1.6% - ヒスパニック・ラテン系: 2.9% | 年齢別人口構成 - 18歳未満: 24.9% - 18-24歳: 7.3% - 25-44歳: 27.5% - 45-64歳: 29.7% - 65歳以上: 10.6% - 年齢の中央値: 40歳 - 性比（女性100人あたり男性の人口） - 総人口: 98.0 - 18歳以上: 95.6 世帯と家族（対世帯数） - 18歳未満の子供がいる: 38.5% - 結婚・同居している夫婦: 60.0% - 未婚・離婚・死別女性が世帯主: 10.1% - 非家族世帯: 24.9% - 単身世帯: 18.9% - 65歳以上の老人1人暮らし: 6.1% - 平均構成人数 - 世帯: 2.73人 - 家族: 3.13人 | 収入と家計 - 収入の中央値 - 世帯: 83,640米ドル - 家族: 93,199米ドル - 性別 - 男性: 62,038米ドル - 女性: 44,531米ドル - 人口1人あたり収入: 34,462米ドル - 貧困線以下 - 対人口: 4.6% - 対家族数: 3.4% - 18歳未満: 8.6% - 65歳以上: 11.2% |

### 町の中心部
以下は、ハドソンの中心部、国勢調査指定地域の2010年の国勢調査による人口統計データである。
| 基礎データ - 人口: 7,336 人 - 世帯数: 2,924 世帯 - 家族数: 1,968 家族 - 人口密度: 928.6人/km2（2,366.5 人/mi2） - 住居数: 3,055 軒 - 住居密度: 386.7軒/km2（985.5 軒/mi2） 人種別人口構成 - 白人: 93.8% - アフリカン・アメリカン: 1.5% - ネイティブ・アメリカン: 0.1% - アジア人: 1.6% - その他の人種: 1.3% - 混血: 1.6% - ヒスパニック・ラテン系: 3.9% | 年齢別人口構成 - 18歳未満: 22.2% - 18-24歳: 8.1% - 25-44歳: 28.6% - 45-64歳: 29.1% - 65歳以上: 12.1% - 年齢の中央値: 40歳 - 性比（女性100人あたり男性の人口） - 総人口: 97.2 - 18歳以上: 95.6 世帯と家族（対世帯数） - 18歳未満の子供がいる: 32.1% - 結婚・同居している夫婦: 49.0% - 未婚・離婚・死別女性が世帯主: 12.8% - 非家族世帯: 32.7% - 単身世帯: 25.3% - 65歳以上の老人1人暮らし: 7.8% - 平均構成人数 - 世帯: 2.51人 - 家族: 3.01人 | 収入と家計 - 収入の中央値 - 世帯: 63,263米ドル - 家族: 81,591米ドル - 性別 - 男性: 55,949米ドル - 女性: 41,865米ドル - 人口1人あたり収入: 29,134米ドル - 貧困線以下 - 対人口: 7.0% - 対家族数: 4.2% - 18歳未満: 11.9% - 65歳以上: 8.9% |

## 教育

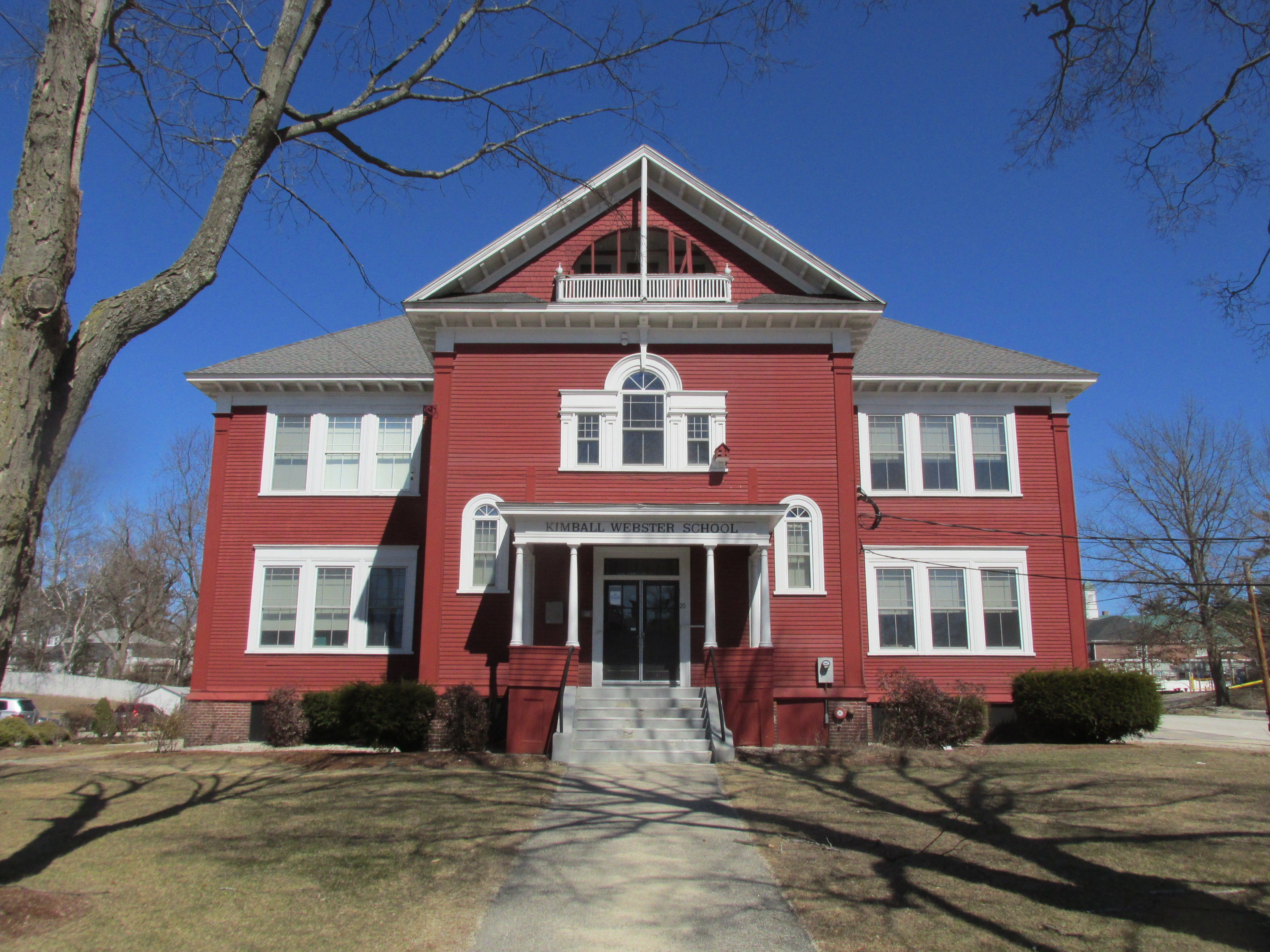
キンボール・ウェブスター学校（現在は監督官事務所）

ハドソンはニューハンプシャー州教育管理第81ユニットに入っている。
- 高校（9年生-12年生）:
  - アルバーン高校、ウィルバー・H・パーマー職業訓練センターも入っている

- 中学校（6年生-8年生）:
  - ハドソン記念学校

- 小学校（1年生-5年生）:
  - ドクター・H・O・スミス学校
  - 図書館通り学校
  - ヒルズ・ガリソン学校
  - ノッティンガム・ウェスト小学校

- 公立幼稚園は2009年から2010年の教育年度から始まった。ヒルズ・ガリソン学校、ノッティンガム・ウェスト小学校、図書館通り学校に移動教室が追加された。公立幼稚園が無かったことでは州内最後の教育学区だった。

- 私立学校としては、ローウェル道路沿いにカトリック系のプレゼンテーション・オブ・メアリー・アカデミーがあり、共学で幼稚園前から8年生を教えている。

## 経済
ハドソンは主にボストン都市圏のベッドタウンとして機能している。2006年、町内の官民合わせて推計10,945人の職があったが、人口は24,729人であり、労働力は14,818人だった。町内の大手雇用主はベンチマーク・エレクトロニクス、BAEシステムズ、ハドソン教育学区である。プレステックが町内に本社を置いている。

## 見どころ
町域内にレクリエーション用の小さな湖が2つある。北部にあるロビンソン池には、ロビンソン道路から入ることができ、浜やボート乗り場がある。オターニック池（地元ではトニック池）は、ハドソン・センターとハドソン・ビレッジの間にあり、ハイランド通りから入ることができる。どちらも夏には釣りに、冬にはスケートやアイスホッケーに使われている。町の南部にあるマスカッシュ池は、野生の鳥の生息域であり、絶滅危惧種の繁殖に使われている。1900年代初期、デリーから馬で来た狩人がこの池でキャンプし、獲物を待ち構えていた。
ベンソンの野生動物農園は2010年5月にベンソン公園として再開され、町のレクリエーションに使われている。入場は無料である。公園内の歩道や建物を修復する工事が行われ、外来植物を除去し、景観が定期的に巡回するようになった。オールド・レディ・イン・ザ・シュー、象舎、ゴリラ舎などの建物が修復された。公式の再開行事は2010年9月に行われた。
ヒルズ記念図書館はハドソン・ビレッジにあり、州内でも最古クラスの公立貸し出し図書館である。アメリカ合衆国国家歴史登録財に指定されている。
州道102号線近くのウィップ・プア・ウィル・ゴルフクラブと、州道3号線代替路近くのグリーン・メドウ・ゴルフクラブが、町内にある2か所のパブリック・ゴルフコースである。
ハドソン・スピードウェイが町内北端、オールドデリー道路とロビンソン道路の交差点にあり、4分の1マイル (400 m) の舗装レース場である。州道102号線から行くことができる。